# Kilstett
Kilstett é uma comuna francesa na região administrativa de Grande Leste, no departamento Baixo Reno. Estende-se por uma área de 6,89 km². Em 2010 a comuna tinha 2 516 habitantes (densidade: 365,2 hab./km²).